# Wilhelmine Heimburg
Willhelmine Heimburg (ou W. Heimburg) era o pseudônimo de Bertha Behrens (Thale, 7 de setembro de 1848 – Niederlößnitz (agora parte de Radebeul), 9 de setembro de 1912), escritora alemã que teve sua produção literária entre 1879 e 1910.

## Biografia
Behrens era filha do médico militar e escritor Hugo Behrens (pseudônimo: B. Renz), que passou a maior parte do seu tempo na escola de Quedlimburgo. Mediante transferência do trabalho de seu pai, em 1876 ela foi para Salzwedel, onde viveu por dois anos com a família. Sob o incentivo do pai, estreou em 1878, com o romance Aus dem Leben meiner alten Freundin, que obteve sucesso, e a partir deste ano, passou a integrar a revista Die Gartenlaube.
Após passar algum tempo em Frankfurt am Main, viveu, a partir de 1881, com seu pai em Kötzschenbroda, atualmente Hermann Ilgen, Rua 21. A casa foi chamada de "Villa Heimburg". Em 1910 eles adquiriram, em Borstraße Niederlößnitz 15, a Villa Heimburg, que eles chamaram “Haus Heimburg”.
A autora foi muito bem recebida pelo público e foi considerada como a legítima sucessora de Eugene Marlitt e E. Werner. Após a morte de E. Marlitt, Wilhelmine Heimburg completou seu romance póstumo, “Das Eulenhaus”, no Gartenlaube, em cujo periódico muitos de seus romances foram publicados, entre eles:
- Waldblumen (1882; 6ª edição, 1894)
- Dazumal, eight stories (1887)
- Wie auch wir vergeben (1907)
- Ueber steinige Wege (1908)
- Der Stärkere (1909)
- Familie Lorenz (1910)

Dois dias depois de seu 64º aniversário, Berta Behrens morreu em 9 de Setembro de 1912, em Niederlößnitz, e foi enterrada no cemitério Radebeul-Oeste.

## Obras
Coletânea de romances e contos, Editora Keil, Leipzig (mais tarde Union Deutsche VG), 10 volumes
1. Série (1894/1896)
1. Aus dem Leben meiner alten Freundin, 1879, 12ª edição, 1908)
2. Lumpenmüllers Lieschen (1879)
3. Kloster Wendhusen
4. Ein armes Mädchen. Das Fräulein Pate
5. Trudchens Heirat. Im Banne der Musen (1884)
6. Die Andere
7. Herzenskrisen
8. Lore von Tollen
9. Eine unbedeutende Frau
10. Unter der Linde

2. Série (1896/1898)
1. Mamsell Unnütz
2. Um fremde Schuld (1895)
3. Erzählungen
4. Haus Beetzen
5. Trotzigen Herzen

3. Série (1904/1906)
1. Antons Erben (1898)
2. Im Wasserwinkel
3. Sette Oldenroths Liebe (1902)
4. Doktor Dannz und seine Frau (1903)
5. Alte Liebe und anderes

Obras individuais (seleção)
- Alte Liebe und anderes. Erzählungen. Union-Verlag, Stuttgart 1922.[3]
- Die Andere.Union-Verlag, Stuttgart 1919.
- Antons Erben. Union-Verlag, Stuttgart 1932.
- Ein armes Mädchen. Union-Verlag, Stuttgart 1932.
- Aus dem Leben meiner alten Freundin. Fischer, Frankfurt/M. 1975, ISBN 3-436-02134-2[4]
- Dazumal. Vier Novellen. Union-Verlag, Stuttgart 1919 (Mikrofiche-Ausg.: Belser, Stuttgart 1989, ISBN 3-628-40710-9)
- Doktor Dannz und seine Frau. Union-Verlag, Stuttgart 1920.
- Eugenie John-Marlitt. Ihr Leben und ihre Werke. In: E. Marlitt's gesammelte Romane und Novellen, Band 10. Leipzig 1890.
- Das Eulenhaus. Melchert Verlag, Hamburg 1985, ISBN 3-87152-205-8 (complementação da obra póstuma iniciada por E. Marlitt)
- Familie Lorenz. Roman. Verlag Schreiter, Berlin 1930.
- Gartenlaube. Leipzig 1880.
- Großvaters Stammbuch. Novellen. Union-Verlag, Stuttgart 1919.
- Haus Beetzen. Union-Verlag, Stuttgart 1932.
- Herzenskrisen. Meister-Verlag, Rosenheim 1953.
- Ihr einziger Bruder. Verlag Gebhardt, Leipzig 1882.
- Im Wasserwinkel. Union-Verlag, Stuttgart 1932.
- Kloster Wendhusen. Meister-Verlag, Rosenheim 1953.
- Lore von Tollen. Verlag Schreiter, Berlin 1930.
- Lotte Lore. Union-Verlag, Stuttgart 1930.
- Lumpenmüllers Lieschen. Verlag Neues Leben, Berlin 1992, ISBN 3-355-01349-8.
- Die lustige Frau Regine. Novellen und Skizzen. Union-Verlag, Stuttgart 1916.
- Mamsell Unnütz. Union-Verlag, Stuttgart 1932.
- Melanie (1875)
- Sabinens Freier. Auf schwankem Boden. 2 Novellen. Union-Verlag, Stuttgart 1920.
- Sette Oldenroths Liebe. Union-Verlag, Stuttgart 1932.
- Der Stärkere. Union-Verlag, Stuttgart 1927.
- Trotzige Herzen. Schreiter-Verlag, Berlin 1930.
- Trudchens Heirat. Union-Verlag, Stuttgart 1932.[5]
- Über steinige Wege. Schreiter-Verlag, Berlin 1930.
- Um fremde Schuld. Union-Verlag, Stuttgart 1927.
- Eine unbedeutende Frau. Meister-Verlag, Rosenheim 1954 (Mikrofiche-Ausg.: Belser, Stuttgart 1989, ISBN 3-628-39696-4)
- Unter der Linde. Sieben Novellen. Union-Verlag, Stuttgart 1932 (Mikrofiche-Ausg.: Belser, Stuttgart 1989, ISBN 3-628-40709-5)
- Wie auch wir vergeben. Union-Verlag, Stuttgart 1934.

## W. Heimburg no Brasil
- Vendida, volume 10 da Coleção Biblioteca das Moças, da Companhia Editora Nacional, tradução de Godofredo Rangel, em 1935
- A querida do meu coração, pela Biblioteca das Moças, da Companhia Editora Nacional, tradução de Dieno Castanho, em 1933
- Os Fidalgos de Eisenhut